# Ōzu
Ōzu (大洲市, Ōzu-shi) är en stad i den japanska prefekturen Ehime på den västra delen av ön Shikoku. Ōzu fick stadsrättigheter 1 september 1954, och staden utökades 2005 då kommunerna Hijikawa, Kawabe och Nagahama slogs samman med staden. 

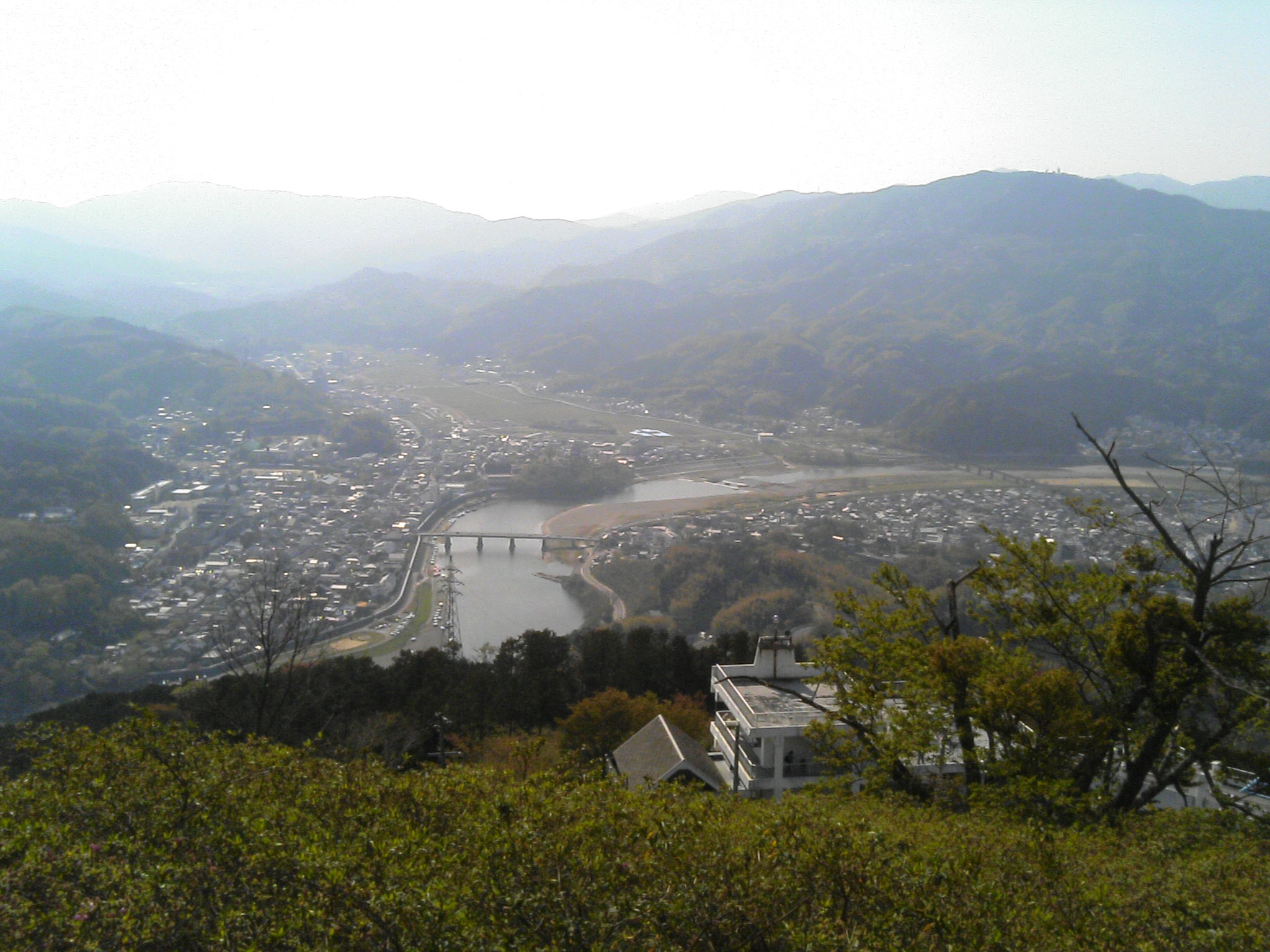
Vy över Ōzu